# متحف بيت عبد الله شائق
متحف بيت عبد الله شائق (بالأذربيجانية: Abdulla Şaiqin ev-muzeyi) - هو متحف تابع وزارة الثقافة في جنهورية أذربيجان.

## تاريخ المتحف
في عام 1900 عندما ترحل من تبليس إلى باكو، عاش عبد الله شائق مع والدته مهري هانم وأخه كبير يوسيف زيا طليبزاده في السنوات الأولى في البيت الصغير في المدينة القديمة.
بعد ذلك، هو تغير بيته عدة مرات، إستأجر منازل في أجزاء المختلفة في المدينة.
في 1916, ترحل إلى منزل رقن 21 من خمسة غرف في الطابق الثاني في شارع التل العلوي, (في الوقت الحاضر 
شارع عبد الله شائق), و عاش عبد الله شائق فيها حتى وفاته، في 1957.
كانوا الضيوف الغال في بيته الشاعر من الأصدقاءه وزيروف, ميرزا فتالي أخوندوف, بولبول, يوسف وزير شمنزمنلي, حسين جافيد, عابد، سيمورق, سيدزاده، رزا قولوزاده، ح. محدي، ق.خليقوف، ح.عليزاده وأخرين.

## وصف المتحف
يتكون متحف بيت عبد الله شائق من أربع غرف. 
الغرفة الأولى الذي يتعرض المعارض فيها الآن، كانت تستخدم كمطبخ سابقا.

و يتعرض هنا في وقتنا الحاضر كتبه التي ترجمت إلى اللغات الأجنبية المختلفة، وبالإضافة إلى ترجمته الخاصة من الأعمال المشهورة:
```
الشاهنامه
 "، " 
روبنسون كروزو (رواية)
 ", "جاليفر"، "ماكبث"، و هلم جرا.
```

الأكثر قيمة من المعرض هو المكتب، الذي لم يتغير المالك له حتى نهاية أيامه.